# 塞萨洛尼基—比托拉铁路

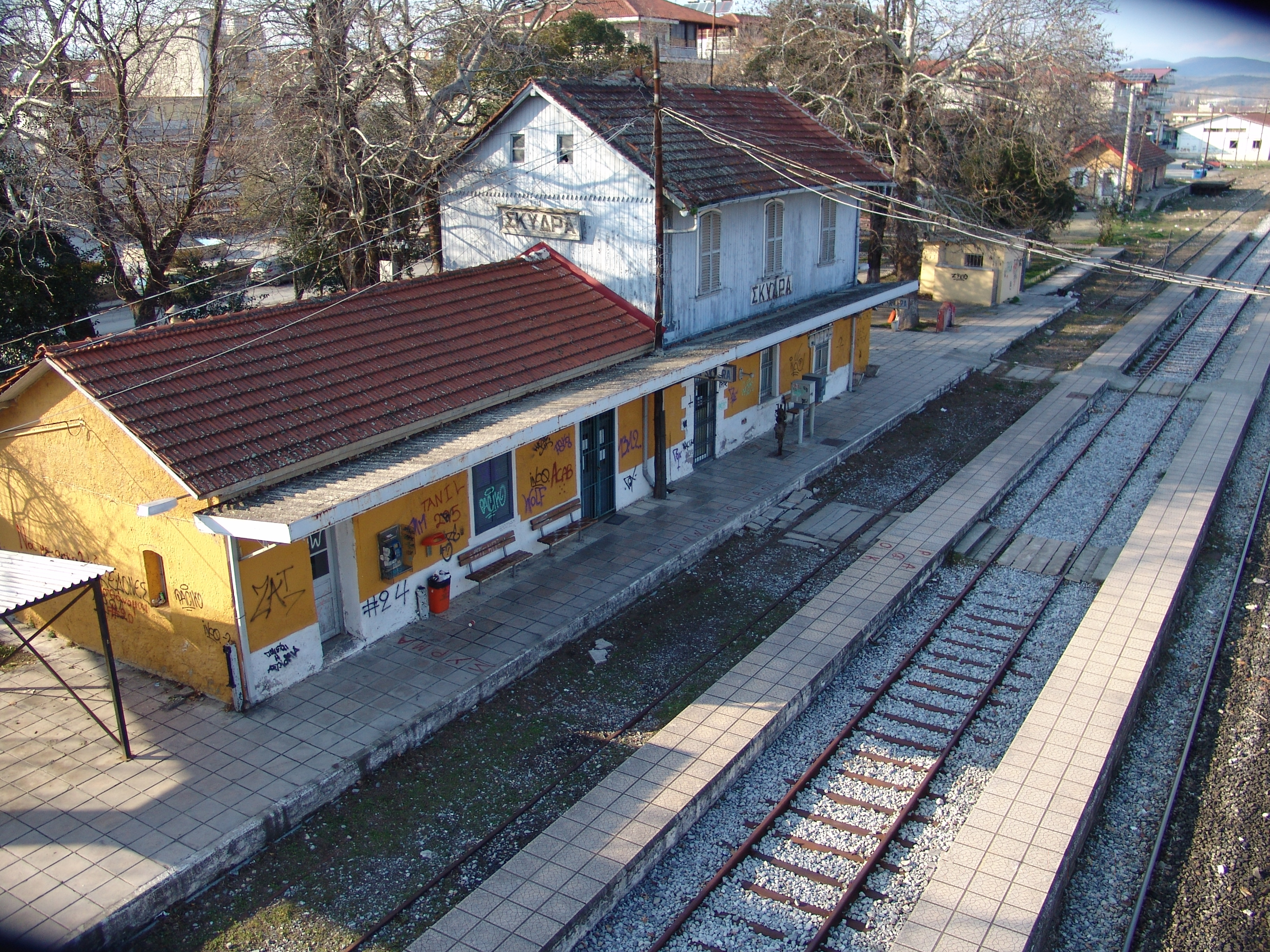
塞萨洛尼基－比托拉铁路的一个车站

塞萨洛尼基－比托拉铁路（羅馬化：Sidmrodromiki grammi Thessalonikis - Monastiriou），为一条连接希腊城市塞萨洛尼基以及北马其顿城市比托拉的铁路线。全长219公里。该铁路于1894年开通运营，当时该地区由奥斯曼土耳其控制。该铁路马其顿共和国部分已经停止使用。客运列车只行驶在埃德萨与塞萨洛尼基之间的线路上。
沿途主要车站有新塞萨洛尼基车站、埃德萨车站、比托拉车站等。